# Jenny von Westphalen
Johanna Bertha Julie Jenny, Freiin von Westphalen (Salzwedel, 12 febbraio 1814 – Londra, 2 dicembre 1881) è stata una nobildonna tedesca, moglie di Karl Marx.

## Biografia
Il padre, Johann Ludwig von Westphalen, primo barone (Freiherr) Westphalen (1770-1842), vedovo con figli a carico, insegnò alla Humboldt-Universität zu Berlin di Berlino. Johann Ludwig sposò Caroline Heubel (c.1775-1856) ed ebbe da lei due figli: Jenny ed Edgar (1819-30 settembre 1890). Suo nonno paterno, Christian Heinrich von Westphalen (1723-1792) sposò Jenny Wishart di Pittarow (1742-1811), della nobiltà scozzese, che ebbe una relazione con il Signore di Argyll. 
Jenny e Karl Marx si sposarono il 19 giugno 1843 nella chiesa di San Paolo presso Bad Kreuznach. Dopo il matrimonio, si trasferirono nello stesso anno (1843) in rue Vaneau a Parigi, dove conobbero il poeta tedesco Heinrich Heine, che viveva in rue Matignon.
La coppia ebbe sette figli:

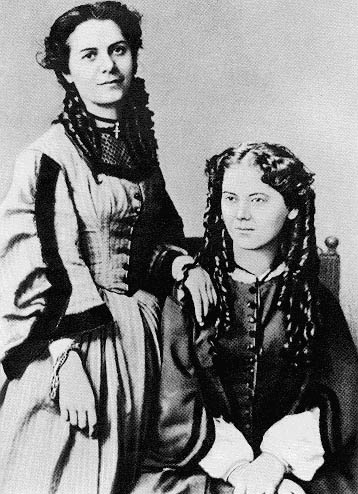
Le due figlie maggiori

- Jenny Caroline (1844-1883), sposò Charles Longuet
- Laura (1845-1911), nata in Belgio, sposò Paul Lafargue, con il quale si suicidò
- Edgar (1847-1855), chiamato così in onore del fratello della madre, Edgar von Westphalen
- Henry Edward Guy (1849-1850, a Londra)
- Jenny Eveline Frances ("Franziska"; 1851-1852)
- Eleanor (1855-1898), ebbe una relazione con Edward Aveling e morì suicida
- Un figlio senza nome, nato e morto nel luglio 1857

Jenny von Westphalen morì nel 1881: la scomparsa fu per Marx un colpo durissimo, da cui non si sarebbe più ripreso fino alla sua dipartita, avvenuta nel 1883, poco dopo quella della figlia maggiore Jenny Caroline.